# Ключ 55
| 廾                     | 廾            | 廾            |
| ---------------------- | ------------- | ------------- |
| 54                     | 55            | 56            |
| Піньінь:               | gǒng          | gǒng          |
| Чжуїнь:                | ㄍㄨㄥˇ       | ㄍㄨㄥˇ       |
| Вейд-Джайлз:           | kung3         | kung3         |
| Ютпхін:                | gung2         | gung2         |
| Он:                    |               |               |
| Кун:                   |               |               |
| Кандзі:                | 廿脚 nijūashi | 廿脚 nijūashi |
| Хун:                   | 들 teul       | 들 teul       |
| Им:                    | 공 gong       | 공 gong       |
| Індекс у Вікісловнику: | 廾            | 廾            |

Ключ 55 — ієрогліфічний ключ, що означає дві руки або 20 і є одним із 31 (загалом існує 214) ключа Кансі, що складаються з трьох рисок.
У Словнику Кансі 50 символів із 40 030 використовують цей ключ.

## Символи, що використовують ключ 55

Як писати ієрогліф.

| без додаткових | 廾       |
| 1 додаткова    | 廿 开    |
| 2 додаткові    | 弁       |
| 3 додаткові    | 异       |
| 4 додаткові    | 弃 弄 弅 |
| 5 додаткових   | 弆       |
| 6 додаткових   | 弇 弈    |
| 7 додаткових   | 弉       |
| 12 додаткових  | 弊       |